# Verwaltungsgemeinschaft Beverspring
Die Verwaltungsgemeinschaft Beverspring war eine Verwaltungsgemeinschaft im Ohrekreis in Sachsen-Anhalt und hatte ihren Sitz in Erxleben.

## Mitgliedsgemeinden
| - Alleringersleben - Altenhausen - Bartensleben - Bregenstedt | - Eimersleben - Emden - Erxleben - Hakenstedt | - Ivenrode - Morsleben - Ostingersleben - Uhrsleben |

## Geschichte
Die Verwaltungsgemeinschaft Beverspring wurde 1994 durch den freiwilligen Zusammenschluss von zwölf Gemeinden gegründet. Sie wurde zum 1. Januar 2005 aufgelöst und die Gemeinden wurden in die neu gegründete Verwaltungsgemeinschaft Flechtingen eingegliedert. Der letzte Leiter des gemeinsamen Verwaltungsamtes der VG Beverspring war von 1999 bis 2004 Helmut Krethe.